# Jチャンやまぐち
『Jチャンやまぐち』（ジェイチャンやまぐち）は、2009年3月30日から山口朝日放送で放送されているローカルニュース。土日に放送され、平日版の源流となる『YABスーパーJチャンネル』に関してもこちらで触れる。

## 概要
『ステーションY』に代わるニュース番組であり、2025年4月現在では、「一緒に。~つながる ひろがる~」をキャッチコピーに、『スーパーJチャンネル』を内包したローカルワイド番組。yabのローカルワイド制作は、2002年3月に終了した『とれたてテレビYAB』以来7年ぶりとなる。
番組タイトルロゴは、スーパーJチャンネル現行タイトルロゴの「スーパーJチャン」の部分（「ネル」のみ削除）と、独自タイプの「やまぐち」を組み合わせたもの。表記のママだと「Super J チャンやまぐち」となる。番宣CMなど一部で「Super J やまぐち」（ママ）となっている。その後は「J やまぐち」となり、このうち「ぐ」が大きく強調されたものとなっている。2020年10月の東京のメインキャスター変更と同時にロゴが変更された際は、変更されず一世代前のものをそのまま使用していたが、2021年4月のリニューアルに際し「J」のロゴを変更、また「やまぐち」も「や」を強調したうえ、配色も東京のものに近くなった。2022年4月の改編で時間を変更した際に東京のロゴと同じ「J」マークの採用と同じ配色の「やまぐち」表記へとさらに変更した。
2025年4月からは、番組ロゴを大幅に変更。「J」が強調され、全字オレンジのロゴになった。
2011年10月3日からはお天気コーナーで、山口朝日放送へ気象情報を提供しているウェザーニューズが自社制作番組『SOLiVE24』用に開発した電子投票システム（通称：ソラボタン）を利用し、番組側から出される当日の空模様や体感などの気象に関する質問に対して、番組連動データ放送（地上デジタル放送のみ）や携帯サイトから投票できる空模様実況「やまぐちのみんなでソラをライブ」を実施している。LAN回線と一部のCATV回線を経由して地デジ対応テレビやチューナーがインターネットに接続されている場合には、データ放送から直接投票が可能となっている。
2019年4月1日から2020年1月31日まで、早朝に『おはよう Jチャンやまぐち』（5:10 - 5:25）を編成していた。その期間中これまでフルネットだった『グッド!モーニング』は5:25飛び乗りネットとなっていた。

## 放送時間
現行（2023年10月2日改編より）
- 月曜 - 金曜 18:15 - 19:00 - 17時台のローカル枠を『YOU!どきっ』に移動

過去
- 月曜 - 金曜 16:47 - 18:54（2009年3月30日 - 2014年3月）
- 月曜 - 金曜 16:47 - 18:55（2014年4月 - 2015年10月2日） - ここまでは『スーパーJチャンネル』を内包
- 月曜 - 金曜 18:15 - 18:55（2015年10月5日 - 2022年4月1日） - ここまでは『スーパーJチャンネル』を分離
- 月曜 - 金曜 17:33 - 18:55（2022年4月4日 - 2023年9月29日） - 『スーパーJチャンネル』を冒頭部分で一度飛び降り。「ANN枠」を内包

## 出演者
| 期間      | 期間       | メインキャスター      | ニュースキャスター              | サブキャスター        | スポーツ担当 |
| --------- | ---------- | --------------------- | ------------------------------- | --------------------- | ------------ |
| 2009.3.30 | 2011.4.1   | 関真由美              | 瀧廣祥子                        | （不在）              | （不在）     |
| 2011.4.4  | 2011.9.30  | 関真由美              | 嶋田健吾 瀧廣祥子               | 冨田和                | （不在）     |
| 2011.10.3 | 2012.9.28  | 関真由美              | 嶋田健吾 瀧廣祥子               | 冨田和 河野恵         | 濱田隼平     |
| 2012.10.1 | 2013.3.29  | 関真由美              | 嶋田健吾 藤井友美子             | 冨田和 河野恵         | 濱田隼平     |
| 2013.4.1  | 2014.12.26 | 冨田和                | 嶋田健吾 藤井友美子（周南担当） | 河野恵 小嶋彩乃       | （不在）     |
| 2015.1.5  | 2015.3.27  | 伊藤明日香 尾島沙緒里 | 嶋田健吾 楢崎瑞                 | （不在）              | （不在）     |
| 2015.3.30 | 2015.12.23 | 伊藤明日香            | 楢崎瑞 浅野航平                 | （不在）              | （不在）     |
| 2016.1.4  | 2017.3.31  | 沖田総平              | 伊藤明日香                      | （不在）              | （不在）     |
| 2017.4.3  | 2018.3.30  | 沖田総平              | 伊藤明日香                      | 浅野航平 （周南支局） | 楢崎瑞       |
| 2018.4.2  | 2019.9.27  | 沖田総平              | 伊藤明日香                      | 浅野航平              | 八谷英樹     |
| 2019.9.30 | 2020.9.25  | 沖田総平              | 清水春名                        | 浅野航平              | 八谷英樹     |
| 2020.9.28 | 2022.4.1   | 八谷英樹 浅野航平     | 清水春名 宮原睦実               | 沖田総平              | （不在）     |
| 2022.4.4  | 2024.1.31  | 浅野航平              | 清水春名                        | 沖田総平              | （不在）     |
| 2024.2.1  | 2025.3.28  | 沖田総平              | 清水春名                        | （不在）              | （不在）     |
| 2025.3.31 |            | 藤井裕生              | 中村萌音                        | （不在）              | （不在）     |

- 気象キャスター：浦俊哉（気象予報士）
- 「通りへ行こう」担当：津山奈穂子

## タイムテーブル
| 時間  | コーナー               | 備考 |
| ----- | ---------------------- | --- |
| 16:48 | スーパーJチャンネル    | テレビ朝日と同時ネット。2015年3月27日までは、17:36に飛び降りてから県内のニュース天気予報、曜日ごとの特集などを放送していた。 |
| 17:50 | ANNスーパーJチャンネル | 全国枠、テレビ朝日と同時ネット。                                                                                             |
| 18:15 | 県内ニュース           | |
| 18:28 | 曜日特集               | マンデースポーツ（月曜）、やまぐちの底力（火曜）、通りへ行こう（水曜）、瀬戸内グルメ天国（金曜）                             |
| 18:48 | 天気情報               | |
| 18:54 | エンディング           | BGMはPax Japonica Grooveのアルバム『PAX JAPONICA GROOVE』に収録されている『A Farmer's Day』。                                |

## YAB（yab）スーパーJチャンネル
1997年10月5日、週末に放送した『YABステーションEYE』が、ネットワークニュースの『ステーションEYE』から『スーパーJチャンネル』への変更に伴い『ANN YABスーパーJチャンネル』へ改題する形で放送開始。とはいえ、週末版は30分しか枠がなく、そのうちのローカルパートであったため、ストレートニュースと天気予報のみで構成。一方で平日は開局以来、『5時からワイド』を放送しており、ローカルニュースを番組内で消化していた関係で、18時台の関東ローカルゾーンもそのまま放送していた（北陸朝日放送も同様の編成であったが、特段山口・石川向けの強調もなかった）。
2002年4月、夕方ワイドの『とれたてテレビYAB』が打ち切られ、テレビ朝日と同じ16:55 - 19:00の時間で『スーパーJチャンネル』を放送。18時台の関東ローカル枠は維持される代わりに17:35 - 17:54をローカルニュースに差し替える際、『YABスーパーJチャンネル』として放送された。ANNがつかないのは当該時間帯がローカルセールス枠であることに起因する。一方で週末版は番組そのものがネットワークセールス枠であるため。内容はローカルニュースや天気予報県内スポーツなど、時間自体も19分程度しかないため、オーソドックスな編成となっていた。
2003年4月の改編で、ステーションYを立ち上げ。これにより、1997年から6年間続いた18時台の関東ローカル枠のサイマル放送が終了した一方で、17時台のネットを再開。その後は週末版のみ放送している。